# 陳力俊
陳力俊（1946年08月13日—），浙江浦江人，臺灣材料科學家、教育家、中央研究院院士，曾任國立清華大學校長，現任臺灣聯合大學系統主席。

## 生平
陳力俊父親為陳志力少將。1949年陳力俊三歲時，因國共內戰不利，中華民國政府先行撤退軍眷，和其母親兄姊共五人從成都機場搭機至臺灣，之後和父親斷了聯繫，一家五口成為「無依軍眷」，先是住在高雄岡山的親戚家，不久搬到新竹定居。經由政府配給無依軍眷生活物資，其母親獨立負擔他們長大。陳俊力與兄姊課業上努力拚到奬學金，以減少母親負擔。很久之後才知其父親已遭中國人民解放軍俘虜，在山東的勞改營長期勞改。
陳力俊高中就讀新竹中學，後以第一名的成績畢業，保送至國立臺灣大學物理系，1968年畢業後至美國留學，於1974年獲得柏克萊加州大學物理學博士學位。在美國做完博士後研究後，因母親過世而返臺。
1977年起至國立清華大學材料科學工程系任教，1979年昇任教授，2010年起擔任國立清華大學校長，支持校友發展及兩岸學術交流，2014年2月卸任，目前兼任聯華電子獨立董事。
長年從事電子材料之研究，是台灣在電子顯微鏡分析領域上的先驅，特別專精於金屬矽化物生長及金屬薄膜與矽晶間介面研究，曾發表學術論文140篇（2017年為止共500多篇學術論文）、會議論文155篇及其它著作18種。曾任清華大學材料所所長，籌劃材料科學中心之成立，並曾五屆獲選為國科會傑出研究教授，先後培養博士110人、碩士不可勝舉，多數服務於企業界，對臺灣電子工業之發展貢獻良多。他曾多次應邀主持國際學術會議並擔任講席，並策劃中華民國材料科學學會與荷蘭Elsevier公司共同出版國際性學刊《材料化學與物理》並擔任總編輯，其水準廣受國際重視。1993年獲選為侯金堆傑出榮譽獎材料科學類得獎人。

## 經歷
- 行政院國家科學委員會副主委(民97-99)
- 台灣聯合大學系統副校長(民95-民97)
- 國立清華大學材料科學工程學系系主任兼所長(民71-民73)
- 國立清華大學材料科學工程學系系教授(民68-)
- 國立清華大學材料科學工程學系系副教授(民66-民68)
- 美國洛杉磯加州大學材料系研究員(民63-民66)
- 國際期刊「Materials Chemistry and Physics」主編(民81-民92)
- 國際材料研究學會聯合會第二副會長(民88-民90)
- 中華民國顯微鏡學會理事長(民87-民90)
- 材料科技聯合會創會會長(民87-民88)
- 中國材料科學學會理事長(民84-民88)

## 所獲之學術榮譽、獎項
- 美國電化學學會(The Electrochemical Society, ECS)電子與光子學門獎(Electronics and Photonics Division Award)(2010)
- 發展中世界科學院院士(Member, The Academy of Sciences for the Developing World, TWAS)(2009)
- 美國礦冶與材料學會(The Mineral, Metallurgy and Materials Society, TMS) William Hume-Rothery Award (2008)
- 中央研究院院士(2006-)
- 清華大學特聘講座教授(2006-)
- 教育部第二與第五屆國家講座(1998-2001, 2001-2004, 終生榮譽)
- 傑出人才發展基金會講座(1998-2003, 2006-2011)
- 清華大學工程講座(2003-2006)
- 美國真空學會(Fellow, American Vacuum Society, AVS)會士(2001)
- 亞洲太平洋先進材料科學術院(Member, The Academy of Asia-Pacific Advanced Materials, APAM)院士 (1998)
- 國科會傑出特約研究人員(2001)，國科會特約研究人員(1995-2001)
- 國科會傑出研究獎(1985-95)
- 教育部年度工科學術獎(每年一人, 1986)
- 中山學術獎(1991)
- 清華大學第一屆傑出研究獎(1983)
- 中國材料科學學會會士(2009)，有庠基金會奈米科技講座(2006)，東元科技獎-高級材料類(2001)，潘文淵基金會研究傑出獎(1999)，侯金堆基金會材*料科學類傑出研究獎(1993)，中國材料科學學會陸志鴻獎章(1993)
- 新竹中學傑出校友獎(2007)，台灣大學物理系傑出系友獎(2009)
- 榮獲俄羅斯國際工程院院士（2013年）（俄羅斯國際工程院於2013年共選出77名院士及通訊院士，分別來自22個國家，其中院士24名，通訊院士53名。）

## 研究領域
- 低維奈米材料製程、檢測與應用
- 奈米材料原子動力學
- 原子分辨顯微鏡學
- 積體電路金屬薄膜材料

## 外部連結
- 清華大學校長－陳力俊 （页面存档备份，存于）
- 清大數位校史館－中研院院士 陳力俊 （页面存档备份，存于）

| 前任： 陳文村 | 國立清華大學校長 2010年—2014年 | 繼任： 贺陈弘 |